# Marina Iwanowa (Leichtathletin, 1972)
Marina Iwanowa (russisch Марина Иванова, engl. Transkription Marina Ivanova; * 23. August 1972) ist eine ehemalige kasachische Sprinterin, die sich auf den 400-Meter-Lauf spezialisiert hat. Mit der kasachischen 4-mal-400-Meter-Staffel wurde sie 2006 Hallenasienmeisterin.

## Sportliche Laufbahn
Erste Erfahrungen bei internationalen Meisterschaften sammelte Marina Iwanowa vermutlich im Jahr 2004, als sie bei den erstmals ausgetragenen Hallenasienmeisterschaften in Teheran in 56,14 s den vierten Platz über 400 Meter belegte. 2006 gewann sie bei den Hallenasienmeisterschaften in Pattaya in 57,26 s die Bronzemedaille hinter ihrer Landsfrau Anna Gawrjuschenko und Saowalee Kaewchuay aus Thailand und siegte mit der kasachischen 4-mal-400-Meter-Staffel in 3:41,39 min gemeinsam mit Swetlana Lukaschewa, Wiktorija Jalowzewa und Anna Gawrjuschenko und stellte mit dieser Zeit einen neuen Meisterschafts- und Landesrekord auf. Daraufhin beendete sie ihre aktive sportliche Karriere im Alter von 33 Jahren.

## Persönliche Bestzeiten
- 400 Meter: 54,31 s, 7. Juli 2005 in Almaty
  - 400 Meter (Halle): 56,14 s, 8. Februar 2004 in Teheran